# BRZRKR
BRZRKR è una serie a fumetti composta da 12 numeri creata e scritta da Keanu Reeves (alla sua prima esperienza fumettistica) e Matt Kindt, disegnata da Ron Garney e colorata da Bill Crabtree. La serie è stata pubblicata il 3 marzo 2021 da Boom! Studios. In Italia è stata distribuita dalla Panini Comics tra settembre 2022 e febbraio 2024 in 3 volumi che raccolgono 4 numeri l'uno.

## Trama
Il fumetto racconta le vicende di un guerriero immortale nato circa 80.000 anni fa mezzo uomo e mezzo dio in quanto figlio del dio della guerra, noto come Berzerker (che ha le fattezze dello stesso Reeves). Egli combatte diverse guerre personali e non, per farsi strada attraverso i millenni. Nel nostro presente, il protagonista combatte le sue ultime guerre per conto del governo degli Stati Uniti d'America in cambio di segreti e risposte sulla propria identità per arrivare ad un'agognata pace.

## Spin-off
Nel 2023 sono usciti gli spin-off intitolati BRZRKR: Poetry of Madness e BRZRKR: Fallen Empire per i quali Reeves ha collaborato con Steve Skroce (storie e disegni), Mattson Tomlin (storie), Rebekah Isaacs (disegni), Dave Stewart (colori) e Dee Cunniffee (colori). In Italia sono stati pubblicati da Panini Comics il 17 ottobre 2024 in un volume intitolato BRZRKR: Stirpe di sangue.
Nel 2024 sono usciti altri due spin-off intitolati BRZRKR: The Lost Book of B e BRZRKR: A Faceful of Bullets in collaborazione con Matt Kindt (storia), Ron Garney (disegni), Bill Crabtree (colori), Jason Aaron (storia), Salvador Larroca (disegni) e Lee Loughridge (colori). Italia sono stati pubblicati dalla Panini Comics il 12 giugno 2025 in un volume intitolato BRZRKR: Stirpe di sangue - Volume 2.

## Altri media
Netflix sta sviluppando un adattamento cinematografico live-action e una serie spin-off in stile anime basata sul fumetto con Reeves come protagonista e da produttore insieme a Ross Richie e Stephen Christy di Boom! Studios e Stephen Hamel di Company Films.